# Santiago Ventura
Santiago Ventura Bertomeu (* 5. ledna 1980 v Castellónu, Španělsko) je současný španělský profesionální tenista.
Ve své dosavadní kariéře vyhrál 1 turnaj ATP World Tour ve dvouhře a 4 turnaje ve čtyřhře.

## Finálové účasti na turnajích ATP World Tour (7)

### Dvouhra - výhry (1)
| Legenda                                                       |
| ATP International Series Gold / ATP World Tour 500 Series (0) |
| ATP International Series / ATP World Tour 250 Series (1)      |

| Č. | Datum           | Turnaj             | Povrch | Soupeř ve finále | Výsledek      |
| 1. | 23. květen 2004 | Casablanca, Maroko | antuka | Dominik Hrbatý   | 6-3, 1-6, 6-4 |

### Čtyřhra - výhry (4)
| Legenda                                                       |
| ATP International Series Gold / ATP World Tour 500 Series (1) |
| ATP International Series / ATP World Tour 250 Series (3)      |

| Č. | Datum          | Turnaj              | Povrch | Partner           | Soupeři ve finále             | Výsledek      |
| 1. | 6. únor 2005   | Viña del Mar, Chile | antuka | David Ferrer      | Gastón Etlis Martin Rodriguez | 6-3, 6-4      |
| 2. | 27. únor 2005  | Acapulco, Mexiko    | antuka | David Ferrer      | Jiří Vaněk Tomáš Zíb          | 4-6, 6-1, 6-4 |
| 3. | 27. únor 2008  | Casablanca, Maroko  | antuka | Albert Montañés   | James Cerretani Todd Perry    | 6-1, 6-2      |
| 4. | 10. leden 2010 | Čennaj, Indie       | tvrdý  | Marcel Granollers | Lu Jan-sun Janko Tipsarević   | 7-5, 6-2      |

### Čtyřhra - prohry (2)
| Legenda                                                       |
| ATP International Series Gold / ATP World Tour 500 Series (0) |
| ATP International Series / ATP World Tour 250 Series (2)      |

| Č. | Datum         | Turnaj                    | Povrch | Partner         | Vítězové                         | Výsledek       |
| 1. | 17. únor 2008 | Costa do Sauipe, Brazílie | antuka | Albert Montañés | Marcelo Melo André Sá            | 4-6, 6-2, 10-7 |
| 2. | 22. únor 2009 | Buenos Aires, Argentina   | antuka | Nicolás Almagro | Marcel Granollers Alberto Martín | 6-3, 5-7, 10-8 |

## Vítězství na turnajích ATP Challenger Tour (4)
| Č. | Datum           | Turnaj       | Povrch | Soupeř ve finále   | Výsledek      |
| 1. | 30. srpen 2004  | Freudenstadt | antuka | Jan Frode Andersen | 6-3, 1-6, 6-3 |
| 2. | 18. červen 2007 | Milán        | antuka | Victor Hănescu     | 6-3, 7-5      |
| 3. | 29. říjen 2007  | Montevideo   | antuka | Marcel Granollers  | 4-6, 6-0, 6-4 |
| 4. | 22. září 2008   | Bukurešť     | antuka | Victor Crivoi      | 5-7, 6-4, 6-2 |

## Postavení na žebříčku ATP na konci sezóny

### Dvouhra
| Rok    | 1997  | 1998   | 1999   | 2000   | 2001   | 2002   | 2003   | 2004   | 2005   | 2006   | 2007  | 2008   | 2009   |
| Pořadí | 1343. | ▲ 758. | ▲ 338. | ▼ 432. | ▲ 416. | ▲ 303. | ▼ 413. | ▲ 101. | ▼ 151. | ▼ 384. | ▲ 89. | ▼ 121. | ▲ 109. |

### Čtyřhra
| Rok    | 1998 | 1999   | 2000   | 2001   | 2002   | 2003   | 2004   | 2005  | 2006   | 2007  | 2008  | 2009  |
| Pořadí | 702. | ▲ 502. | ▲ 371. | ▲ 263. | ▼ 265. | ▼ 351. | ▲ 252. | ▲ 85. | ▼ 186. | ▲ 74. | ▲ 61. | ▲ 60. |